# Escandolières
Escandolières è un comune francese di 200 abitanti situato nel dipartimento dell'Aveyron, nella regione dell'Occitania.

## Società

### Evoluzione demografica
Abitanti censiti